# Shanxi Airlines
Shanxi Airlines — бывшая авиакомпания Китая со штаб-квартирой в городе Тайюань, работавшая в сфере регулярных пассажирских перевозок на внутренних авиалиниях страны.
29 ноября 2007 года Shanxi Airlines объединилась с компаниями China Xinhua Airlines и Chang’an Airlines, сформировав новую авиакомпанию Grand China Air, принадлежащую Hainan Airlines.

## История
Авиакомпания Shanxi Airlines была образована в 1988 году и начала операционную деятельность лишь 6 июля 2001 года.
В 2009 году 92,51 % собственности Shanxi Airlines было выкуплено крупной авиакомпанией Hainan Airlines, которая базе трёх китайских авиаперевозчиков создала Grand China Air.

## Флот
По состоянию на февраль 2006 года воздушный флот авиакомпании Shanxi Airlines составляли следующие самолёты:
- 3 Boeing 737—700
- 3 Boeing 737—800
- 2 Dornier 328 Jet